# Ольшанська сільська рада (Ічнянський район)
Ольша́нська сільська́ ра́да — адміністративно-територіальна одиниця та орган місцевого самоврядування в Ічнянському районі Чернігівської області. Адміністративний центр — село Ольшана.

## Загальні відомості
- Територія ради: 42,076 км²
- Населення ради: 747 осіб (станом на 2001 рік)

## Історія
Бакаївська сільська рада зареєстрована 1923 року. Стала однією з 27-ти сільських рад Ічнянського району і одна з 19-ти, яка складається більше, ніж з одного населеного пункту.
24 січня 2002року Чернігівська обласна рада перейменувала у Ічнянському районі Вільшанську сільраду на Ольшанську.

## Населені пункти
Сільській раді підпорядковані населені пункти:
- с. Ольшана (704 особи)
- с. Нова Ольшана (14 осіб)
- с. Тарасівка (29 осіб)

## Склад ради
Рада складається з 12 депутатів та голови.
- Голова ради: Дзісько Олександр Петрович

### Керівний склад попередніх скликань
| Прізвище, ім'я, по батькові | Основні відомості                                                    | Дата обрання | Дата звільнення |
| --------------------------- | -------------------------------------------------------------------- | ------------ | --------------- |
| Дзісько Олександр Петрович  | Сільський голова, освіта вища, член Партії Регіонів, контролер-касир | 31.10.2010   |                 |

### Депутати
За результатами місцевих виборів 2010 року депутатами ради стали:

#### За суб'єктами висування
| Суб'єкт висування | Кількість обраних депутатів | %    |
| ----------------- | --------------------------- | ---- |
| Партія регіонів   | 6                           | 50   |
| Народна партія    | 4                           | 33,3 |
| Самовисування     | 2                           | 16,7 |

#### За округами
| № округу        | Прізвище, ім'я, по батькові     | Дата визнання обраним | Освіта  | Партійна приналежність | Відомості про обраного депутата                            |
| --------------- | ------------------------------- | --------------------- | ------- | ---------------------- | ---------------------------------------------------------- |
| Народна Партія  |                                 |                       |         |                        |                                                            |
| 1               | Суражська Алла Владиславівна    | 01.11.2010            | вища    | позапартійна           | Ольшанська загальноосвітня школа І-ІІІ ст., вчитель        |
| 2               | Ролік Лідія Миколаївна          | 01.11.2010            | вища    | позапартійна           | Ольшанська сільська рада, секретар                         |
| 8               | Козел Олександр Миколайович     | 01.11.2010            | вища    | позапартійний          | Ольшанська загальноосвітня школа І-ІІІ ст., вчитель        |
| 11              | Криворучко Андрій Григорович    | 01.11.2010            | вища    | позапартійний          | ПСП «Вікторія», директор                                   |
| Партія регіонів |                                 |                       |         |                        |                                                            |
| 3               | Хмелюк Людмила Миколаївна       | 01.11.2010            | вища    | член Партії регіонів   | Ольшанська загальноосвітня школа І-ІІІ ст., вчитель        |
| 4               | Середа Ніна Михайлівна          | 01.11.2010            | вища    | член Партії регіонів   | пенсіонер                                                  |
| 7               | Кравець Володимир Васильович    | 01.11.2010            | вища    | член Партії регіонів   | Ольшанська лікарська амбулаторія ЗПСМ, головний лікар ЗПСМ |
| 9               | Савченко Наталія Михайлівна     | 01.11.2010            | вища    | член Партії регіонів   | Ольшанське відділення зв'язку, начальник                   |
| 10              | Артюх Людмила Миколаївна        | 01.11.2010            | середня | член Партії регіонів   | Ольшанська загальноосвітня школа І-ІІІ ст., повар          |
| 12              | Пічкуренко Микола Володимирович | 01.11.2010            | вища    | член Партії регіонів   | Ольшанська загальноосвітня школа І-ІІІ ст., вчитель        |
| Самовисування   |                                 |                       |         |                        |                                                            |
| 5               | Бондар Юлія Петрівна            | 01.11.2010            | середня | позапартійна           | Магазин «Мрія» с. Ольшана, продавець                       |
| 6               | Бондар Олександр Петрович       | 01.11.2010            | середня | член Партії регіонів   | ПП «Каштан», директор                                      |